# دزکان
دزکان، روستایی از توابع بخش عنبر شهرستان مسجدسلیمان در استان خوزستان ایران است. جمعیت افراد ساکن در آن ۴۲ نفر است که از ایل عرب کمری اولاد رحمان وسایر اقوام عربکمری و شیعی مذهب می‌باشند.
برای یادبود شهید علی حسین عبدالهی به این روستا، روستای شهید عبدالهی نیز می‌گویند.

## جمعیت
این روستا در دهستان جهانگیری قرار دارد و براساس سرشماری مرکز آمار ایران در سال ۱۳۸۵، جمعیت آن ۴۲ نفر (۸خانوار) بوده‌است. اگرچه به علت مهاجرت‌های گسترده اهالی قدیمی روستا به شهرهای لالی و مسجدسلیمان و اهواز، در ایام تعطیل و بازگشت آنان برای فراغت و غیره جمعیت روستا به بالای ۳۰۰-۴۰۰ نفر هم می‌رسد